# Киреевская, Наталия Петровна
Наталия Петровна Киреевская (в девичестве Арбенева, 1809—1900) — жена философа Ивана Васильевича Киреевского.

## Биография
Урожденная Арбенева, супруга литератора И. В. Киреевского.
В молодости была духовной дочерью прп. Серафима Саровского. После его кончины духовником её стал старец Новоспасского монастыря Филарет (в схиме Феодор).
В 1833 г. через старца Леонида (Наголкина) познакомилась со старцем Макарием (Ивановым) и в 1836 г. стала его духовной дочерью.
29 апреля 1834 г. вышла замуж за И. В. Киреевского. В. А. Жуковский писал из Петербурга Кириевским: «Милые друзья Иван Васильевич и Наталия Петровна! Теперь утро 29 апреля: переношусь мысленно к вам, провожаю вас в церковь, занимаю должное мне место отца и от всего сердца прошу вам от Бога мирного, постоянного домашнего счастья, которое, несмотря на необходимую примесь печалей, все-таки останется счастием, если будет взаимным согласие чувства и мысли».
Её примером И. В. Киреевский обратился в Православие.
Супруги Киреевские проживали в Москве у Красных ворот.
У супругов Киреевских было восемь детей:
- Василий Иванович (1835 — после 1911)
- Наталья Ивановна (1836—1838)
- Александра Ивановна (в замужестве Кобран) (15 декабря 1838 — ?)
- Екатерина Ивановна (1843—1846)
- Сергей Иванович (13 марта 1845 — после 1916)
- Мария Ивановна (в замужестве Бологовская) (5 ноября 1846 — ?)
- Софья Ивановна (1846—1940)
- Николай Иванович (30 ноября 1848 — ?)

Овдовела Наталия Петровна 12 июня 1856 г.
В имении Киреевских Долбино вблизи Оптиной пустыни часто бывал старец Макарий.
Наталия Петровна активно участвовала в издании Оптиной пустынью святоотеческой литературы. Через неё издатели поддерживали связь с Московским митрополитом — свт. Филаретом (Дроздовым).
После кончины старца Макария вместе с братией скита стала собирать письма старца и участвовала в их издании. Было напечатано шесть частей. Это письма старца к его духовным чадам, монашествующим и мирянам.
Духовными её руководителями, впоследствии, были преп. Иларион (Пономарев) Оптинский и иеросхимонах Флавиан (Маленьков) (с 1873 по 1890 г.).
Её трудами в скитском храме Иоанна Предтечи был устроен придел преп. Макария Египетского.
13 августа 1861 г. Наталия Петровна вместе с детьми присутствовала на торжественном открытии мощей святителя Тихона Задонского и прославлении его в лике святых.
В конце жизни ходатайствовала пред священноначалием о свщмч. Серафиме (Чичагове), оклеветанном братией.
Н. П. Киреевская была крестной матерью о. Климента (Зедергольма).
В последние годы жизни жила в Москве на Остоженке, где снимала скромную квартиру.
Скончалась в 10 часов 30 минут вечера 14 марта 1900 г.
Тело Наталии Петровны было перевезено в Оптину пустынь
Похоронена у алтаря Введенского храма Оптиной пустыни рядом с мужем и оптинскими старцами.